# Ресилово
Реси́лово (болг. Ресилово) — село в Кюстендильській області Болгарії. Входить до складу общини Сапарева Баня.

## Населення
За даними перепису населення 2011 року у селі проживали 1312 осіб, з них 1272 особи (99,1%) — болгари.
Розподіл населення за віком у 2011 році:
Динаміка населення: